# Sunu Group
Le Groupe Sunu est une entreprise panafricaine de services financiers créé en 1998 par Pathé Dione.
Avec un chiffre d’affaires de plus de 330 milliards de Francs CFA (2023), le Groupe SUNU est présent dans 17 pays d’Afrique Subsaharienne. Il détient à son actif plus d'une trentaine de sociétés d’assurance et autres sociétés affiliées.

## Historique

### Création
Pathé Dione, à l’époque Directeur Afrique de l’Union des Assurances de Paris (UAP) qui deviendra AXA, décide en 1998, de créer avec d’anciens collaborateurs, un groupe panafricain d’assurances au service du continent.
Il signe un protocole d’accord avec le groupe AXA-UAP et crée le Groupe Sunu en leur rachetant cinq filiales africaines. Il s’agit de CSAR Vie au Sénégal (qui deviendra ensuite UASen-Vie (Union des Assureurs du Sénégal)), UAT-Vie au Togo (Union des Assureurs du Togo), UBA-Vie au Bénin (Union des Assureurs du Bénin), UAC-IARD en Centrafrique (Union des Assureurs de la Centrafrique) et UGAN-IARD au Niger (Union Générale des Assureurs du Niger).

### Évolution
Sunu Group rachète 3A-Vie en Côte d’Ivoire (Alliance Africaine d’Assurances) ainsi que trois autres filiales Vie du Groupe AXA en Côte d’Ivoire, au Cameroun et au Gabon, UAT-IARD (Union des Assureurs du Togo) au Togo et crée Avie, au Bénin.
En 2015, 18 sociétés d’assurance du Groupe changent de nom pour avoir  la même dénomination : Sunu Assurances. Ainsi, Sunu Assurances Vie Côte d'Ivoire fusionne,, avec LMAI-Vie Côte d'Ivoire.
Par ailleurs, Sunu Group fait son entrée en territoire anglophone avec l’acquisition des trois sociétés Equity Assurance au Nigeria, Ghana et Liberia.
En 2017, Sunu Investment Holding créée pour porter les participations bancaires du Groupe, acquiert la Banque Populaire de l’Epargne et du Crédit (BPEC) au Togo devenue aujourd'hui Sunu Bank Togo,.
En 2019, Sunu Group rachète 5 filiales d'Allianz,,,, au Bénin, Burkina Faso (Vie/IARD),, Mali et Togo,, puis en Centrafrique et enfin au Congo-Brazzaville,, en 2021.
L'année 2019 est également marquée par la création d’une compagnie Vie en Guinée, SUNU Assurances Vie Guinée et l'acquisition d’une compagnie de gestion de prises de participation d’entreprises et de financements, Attica,.
En 2020, SUNU Assurances IARD RDC est créé et la BPEC change de nom pour devenir officiellement SUNU Bank Togo,.
En 2021, Sunu Group fait l'acquisition d'Allianz Congo aujourd’hui SUNU Assurances IARD Congo.
En 2022, a lieu la création d’une compagnie en Mauritanie pour l’activité Vie et IARD, SUNU Assurances Mauritanie et l'acquisition des parts du Groupe BNP Paribas dans sa filiale BICIS au Sénégal.
En 2023, SUNU DigiTech est créé. Il s'agit d'une société de service liée au système d’information, à la transformation digitale et à l’organisation pour toutes les filiales Assurances, banque et santé du Groupe SUNU.
En 2024, SUNU Group procède à la création de SUNU Réassurance, société de réassurance qui a pour mission de gérer les opérations de réassurance.